# Víctor
Víctor es un nombre propio masculino de origen latino que significa Victorioso o Vencedor.

## Variantes

### Variantes en otras lenguas
- griego: Βίκτωρ (Víktor)
- asturiano, gallego, portugués: Vítor
- euskera: Bittor
- alemán, francés, inglés, latín, rumano: Victor (sin tilde)
- aragonés: Vitor (sin tilde)
- bielorruso: Віктар (se pronuncia Viktar)
- búlgaro: Виктор (se pronuncia Viktor)
- español, catalán: Víctor
- checo, húngaro, lenguas nórdicas: Viktor
- esperanto: Viktoro
- ruso: Виктор (se pronuncia Viktor)
- ucraniano: Віктор (se pronuncia Viktor)
- guaraní: Vito: se pronuncia cargando el acento en la última sílaba
- italiano: Vittorio
- polaco: Wiktor

## Santoral
- 22 de enero    San Víctor diácono, mártir en Gerona (siglo IV)
- 26 de febrero  San Víctor, eremita francés (siglo VII)
- 10 de marzo    San Víctor, mártir
- 2 de abril       San Víctor de Capua
- 12 de abril       San Víctor de Braga,
- 17 de mayo     San Víctor de Alejandría
- 8 de mayo     San Víctor de Milán o Víctor de Mauritania
- 21 de julio      San Víctor, mártir en Marsella
- 28 de julio       San Víctor I papa y mártir
- 26 de agosto   San Víctor de Cerezo
- 29 de agosto   San Víctor de Nantes, recluso